# 腰浜村
腰浜村（こしのはまむら）は、福島県信夫郡にかつて存在した村。現在の福島市中央地域の一部。1889年4月1日、同郡小山荒井村、五十辺村と新設合併し浜辺村が成立したため消滅。

## 概要
福島市街地の北東部が大まかな範囲である。現在でも旧腰浜村の名残として、町名や施設名などに「腰浜」「腰の浜」の名称が使用されている。現在、福島市で「浜＋町」が付く町名は全て旧腰浜村の範囲内の地名である（腰浜町、上浜町、新浜町、東浜町、浜田町）。ちなみに福島第二小学校の学区や福島消防署2分団方面の管轄は旧腰浜村の範囲に準じているなど、旧村の範囲を垣間見ることが出来る（福島城下町の豊田町を除く）。
旧腰浜村は福島市中央地域の地理的中間部であることから福島市立の公共施設の多くが集約されたエリアでもある。その代表が福島市役所や新浜公園、福島市立図書館などが挙げられる。その反面、福島市中央地域の南部に位置し福島城下町を形成してきた旧福島村は、福島県の中枢的な施設が集約されており、中心市街地の殆んどが旧福島村内である。
後の浜辺村時代や福島市に市制施行した当初までは「浜辺村大字腰浜」「福島市大字腰浜」のように大字名として使用されていた。
旧腰浜村の殆んどが邨社神明神社の氏子区域にあたる。しかし旧福島村の氏子区域である福島稲荷神社の例大祭に山車を参加させる町会も多く見られている。

## 範囲
現在の仲間町・腰浜町・上浜町・新浜町・東浜町・浜田町・五老内町・北五老内町・桜木町のほぼ全域。舟場町・宮町・旭町・霞町の各一部が含まれている。

## 表記について
文献では「腰浜村」「腰の浜村」「腰ノ浜村」など複数の表記を見受けられる。